# Abi Titmuss

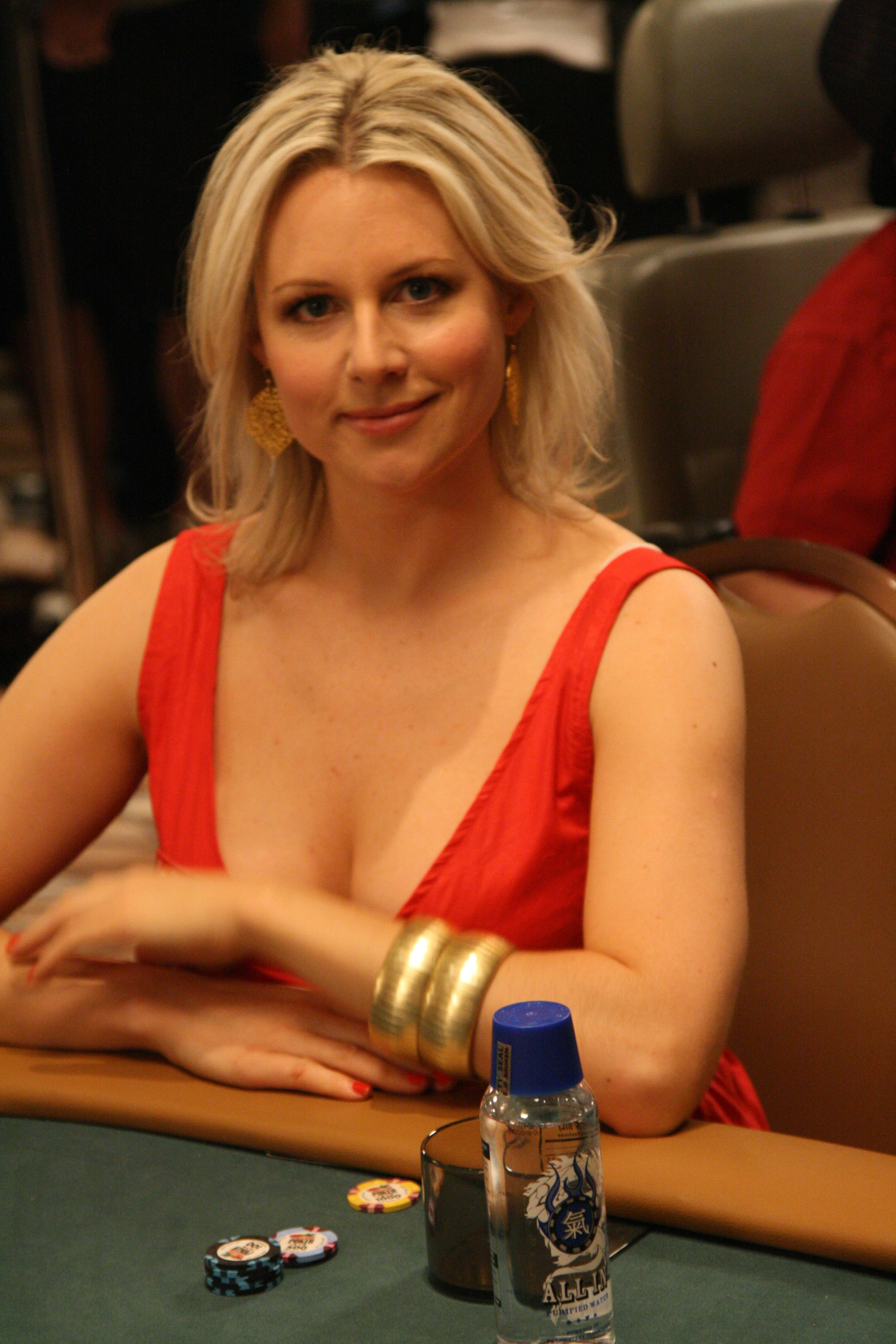
Abi Titmuss

Abi Titmuss (Ruskington, Lincolnshire, 8 de fevereiro de 1976) é uma ex-enfermeira da Inglaterra que se tornou atriz, modelo e personalidade televisiva.

## Publicações
- Ten Fantasias[1]
- The Secret Diaries of Abigail Titmuss